# جون كارتر (دي جيه)
جون كارتر (بالإنجليزية: Jon Carter)‏ هو دي جيه بريطاني، ولد في 1970 في إسكس في المملكة المتحدة.

## وصلات خارجية
- جون كارتر على موقع ميوزك برينز (الإنجليزية)
- جون كارتر على موقع إن إن دي بي (الإنجليزية)
- جون كارتر على موقع أول ميوزيك (الإنجليزية)
- جون كارتر على موقع ديسكوغز (الإنجليزية)